# Megachile dulciana
Megachile dulciana är en biart som beskrevs av Mitchell 1934. Megachile dulciana ingår i släktet tapetserarbin, och familjen buksamlarbin. Inga underarter finns listade i Catalogue of Life.